# مؤسسه ورزشی استرالیا
موسسه ورزشی استرالیا (انگلیسی: Australian Institute of Sport) یک موسسه آموزشی ورزشی در استرالیا است. دفتر مرکزی این مؤسسه در سال ۱۹۸۱ افتتاح شد و در کانبرا (شهرستان پایتخت استرالیا) واقع شده است.